# Alex D. Linz
Alexander David Linz, född 3 januari 1989, är en amerikansk skådespelare, främst känd för rollen som Alex Pruitt i Ensam hemma igen. Han har även deltagit i "Max Keebles stora flytt", en film om mobbning.

## Filmografi
- 1995 – Vanished
- 1996 – En underbar dag
- 1996 – Cable Guy
- 1997 – Ensam hemma igen
- 1999 – Tarzan
- 2000 – Bounce
- 2000 – Titan A.E.
- 2001 – Max Keebles stora flytt
- 2005 – The Moguls